# Gláucia Brandão
Maria Gláucia Costa Brandão (Ribeirão das Neves, 30 de março de 1954) é uma política brasileira do estado de Minas Gerais, filiada ao PSC. Ex-deputada estadual
 em Minas Gerais. 